# Wiktor Mårtensson
Johannes Wiktor Mårtensson, född 20 mars 1885 i Resteröds socken, död 11 december 1972 i Uddevalla, tändsticksarbetare och senare riksdagspolitiker.
Mårtensson tillhörde socialdemokraterna och var från 1925 riksdagsledamot i andra kammaren, invald i Göteborgs och Bohus läns valkrets.